# Det Danske Akademi
 Ikke at forveksle med DR-programmet: Danskernes Akademi.
Det Danske Akademi er en selvstændig institution, hvis formålserklæring hedder: At virke for dansk ånd og sprog, især inden for litteraturen. Akademiet blev stiftet efter svensk forbillede den 28. november 1960 på initiativ af forfatteren Karl Bjarnhof og kunsthistorikeren Christian Elling. Akademiet kan højst have 20 medlemmer, hovedsagelig udgjort af forfattere, men samtidig enkelte litteratur- og sprogforskere. Akademiet er selvsupplerende og afholder almindeligvis sine møder og andre arrangementer på Rungstedlund, Karen Blixens tidligere kunstnerhjem. Dette er realiseret efter Karen Blixens testamentariske ønske, der følges af Rungstedlundfonden. Akademiet uddeler endvidere en række priser og medaljer, fortrinsvis til forfattere. Akademiet vægter sine enkelte medlemmers frihedsmulighed for på ubetinget egne vegne at deltage i den offentlige debat.

## Akademiets historie
- Den 28. november 1960 blev akademiet stiftet på initiativ af forfatteren Karl Bjarnhof og kunsthistorikeren Christian Elling.
- Den 28. februar 1961 blev akademiet udvidet med 4 medlemmer og udgjorde derefter 16 medlemmer.
- Det Danske Akademi blev i 1966 forenet med Selskabet til de skønne og nyttige Videnskabers Forfremmelse.
- Akademiets medlemsmulighed for at overgå til passivt medlemskab blev indført i 1971.
- Akademiets ramme for antallet af aktive medlemmer blev udvidet til 20 medlemmer i 1994.
- Jens Smærup Sørensen afløste i 2006 Jørn Lund som akademiets sekretær.
- MeToo-perspektiverne af Arnault-sagen i Svenska Akademien havde sentblomstrende afsmitning på Det Danske Akademi, idet Astrid Saalbach og Jens Smærup Sørensen i 2020 udtrådte fra akademiet i umiddelbar afstandtagen mod Marianne Stidsens holdninger i MeToo-debatten. Samtidig overgik Ida Jessen og Suzanne Brøgger til passivt medlemskab.[1][2][3]
- Lasse Horne Kjældgaard afløste i 2020 Jens Smærup Sørensen som akademiets sekretær.

## Medlemsfortegnelse
Nuværende medlemmer: Harald Voetmann, Olga Ravn, Elisabeth Oxfeldt, Naja Marie Aidt, Line Knutzon, Thomas Boberg, Suzanne Brøgger (overgik til passivt medlemskab 2020), Klaus Høeck (passivt medlemskab), Ida Jessen (overgik til passivt medlemskab 2020), Lasse Horne Kjældgaard, Peter Laugesen, Jørn Lund, Svend Åge Madsen (passivt medlemskab), Anne-Marie Mai, Ursula Andkjær Olesen, Marianne Stidsen, Frederik Stjernfelt (passivt medlemskab), Pia Tafdrup, Søren Ulrik Thomsen, Poul Erik Tøjner (passivt medlemskab), Cecilie Eken, Dan Ringgaard, Jesper Wung-Sung, Mette Moestrup og Per Øhrgaard.
Tidligere medlemmer: Benny Andersen, F.J. Billeskov Jansen, Jørgen Gustava Brandt, Mogens Brøndsted (overgik til passivt medlemskab), Inger Christensen, Paul Diderichsen, Otto Gelsted, Elsa Gress, Uffe Harder (overgik til passivt medlemskab), William Heinesen (overgik til passivt medlemskab 1971), Poul Henningsen, Per Kirkeby, Erik Knudsen (udtrådt 1972), Sven Møller Kristensen (overgik til passivt medlemskab 1989), K.E. Løgstrup, Steen Eiler Rasmussen (overgik til passivt medlemskab 1973), Klaus Rifbjerg, Leif Panduro, Ole Sarvig, Villy Sørensen, Ole Wivel (overgik til passivt medlemskab 1989), Erik Aalbæk Jensen, Tage Skou-Hansen, Astrid Saalbach (udtrådt 2020) og Jens Smærup Sørensen (udtrådt 2020), Torben Brostrøm, Sven Holm, Pia Juul, Henrik Nordbrandt. 
De 12 oprindelige medlemmer: Kjeld Abell, Karl Bjarnhof (udtrådt 1975), Karen Blixen, Hans Brix, Thorkild Bjørnvig, H.C. Branner, Christian Elling, Agnes Henningsen, Tom Kristensen, Jacob Paludan, Paul V. Rubow og Knud Sønderby.

## Priser og medaljer
Det Danske Akademi uddeler følgende priser:
- Den Store Pris
- Selskabets Pris
- Kjeld Abell-prisen på vegne af Kjeld Abells Mindefond
- Otto Gelsted-prisen på vegne af Otto Gelsteds Mindefond
- Klaus Rifbjergs debutantpris for lyrik
- Beatrice Prisen
- Akademiets Oversætterpris
- Hvass Prisen (uddeles ikke længere)
- Silas Prisen

Desuden uddeles to medaljer:
- Selskabets Medalje
- Blixen-medaljen